# Хайдекамп
Хайдекамп (нем. Heidekamp) — община в Германии, в земле Шлезвиг-Гольштейн. 
Входит в состав района Штормарн. Подчиняется управлению Нордстормарн.  Население составляет 448 человек (на 31 декабря 2010 года). Занимает площадь 3,49 км².